# Põlva (commune)
Cet article concerne la commune. Pour la ville, voir Põlva.

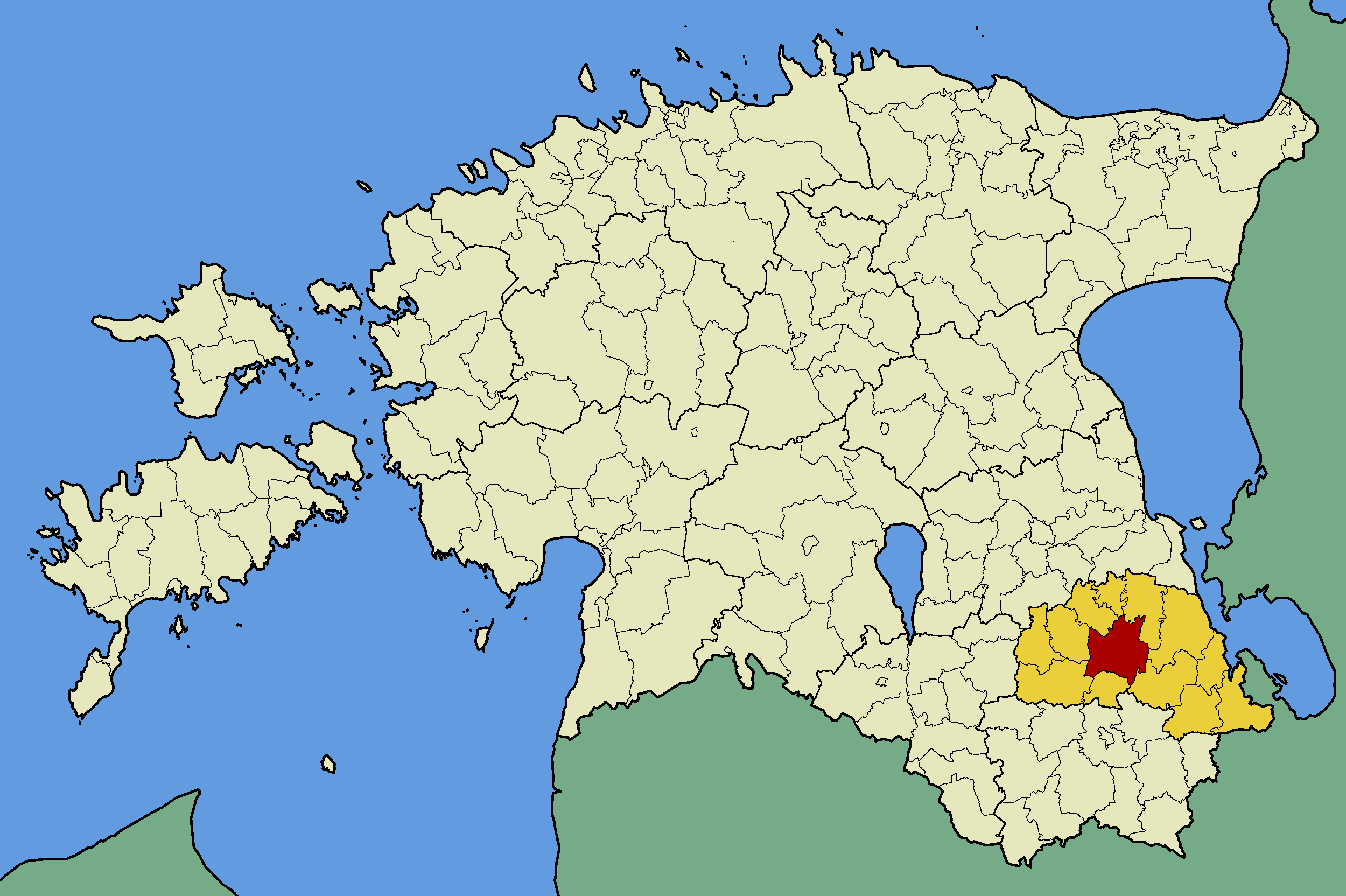
Localisation de la commune de Põlva (en rouge) dans le comté de Põlva (en jaune), avant 2017.

Localisation de la commune de Põlva depuis 2017;

Põlva (en estonien : Põlva vald) est une commune située dans le comté de Põlva en Estonie, dont le chef-lieu est la ville de Põlva.

## Géographie
Elle s'étend sur 706 km2 dans la partie centrale du comté homonyme. 
Elle comprend la ville de Põlva, les petits bourgs de Ahja, Mooste et Vastse-Kuuste, ainsi que les villages de Aarna, Adiste, Akste, Andre, Eoste, Himma, Himmaste, Holvandi, Ibaste, Jaanimõisa, Joosu, Kaaru, Kadaja, Kanassaare, Karilatsi, Kastmekoja, Kauksi, Kiidjärve, Kiisa, Kiuma, Koorvere, Kosova, Kähri, Kärsa, Lahe, Laho, Leevijõe, Logina, Loko, Lootvina, Lutsu, Mammaste, Meemaste, Metste, Miiaste, Mustajõe, Mustakurmu, Mõtsküla, Naruski, Nooritsmetsa, Orajõe, Padari, Partsi, Peri, Pragi, Puskaru, Puuri, Rasina, Roosi, Rosma, Savimäe, Soesaare, Suurküla, Suurmetsa, Säkna, Säässaare, Taevaskoja, Terepi, Tilsi, Tromsi, Tännassilma, Uibujärve, Valgemetsa, Valgesoo, Vana-Koiola, Vanaküla, Vanamõisa, Vardja, Viisli et Vooreküla.

## Histoire
En octobre 2013, la commune rurale de Põlva (228,8 km2) fusionne avec la ville homonyme. La commune actuelle est créée en octobre 2017 lors d'une réorganisation administrative par la fusion de Põlva avec les communes de Ahja, Laheda, Mooste et Vastse-Kuuste.

## Démographie
En 2012, la population s'élevait à 3 740 habitants. En 2019, après l'intégration des communes voisines, la population atteint 14 600 habitants.